# Athos Zontini
Athos Zontini (Bagnoli Irpino, 1º marzo 1914 – Napoli, 30 novembre 1992) è stato un calciatore, velocista e mezzofondista italiano.

## Carriera

### Atleta
Prima di dedicarsi al calcio professionistico, iniziò la carriera sportiva praticando l'atletica leggera, gareggiando nella velocità e nel mezzofondo, stabilendo numerosi record nella staffetta quattro per quattrocento e nei duecento metri piani. Fu selezionato per le Olimpiadi di Berlino del 1936 alle quali non fu in seguito ammesso in quanto calciatore professionista.

### Calciatore
Debuttò in Serie A con la maglia del Napoli, con mister William Garbutt che gli affidò il ruolo di difensore nella stagione 1934-1935, conclusasi con l'arrivo di Achille Lauro alla presidenza e le dimissioni dell'allenatore inglese, sostituito nella stagione successiva dall'ungherese Károly Csapkay. Con la maglia dei partenopei debuttò a Napoli il 10 novembre 1935, nella sconfitta casalinga contro il Torino per 1-0. Militò in maglia azzurra per tre stagioni in massima serie giocando la sua ultima partita in Serie A a Novara contro la squadra di casa il 28 febbraio 1937, un pareggio per 0-0 nella squadra allenata quell'anno da Angelo Mattea; quindi abbandonò il calcio per laurearsi in Medicina.

## Dopo il ritiro

### Militare
Partecipò alla seconda guerra mondiale in qualità di ufficiale medico e fu decorato al valor militare.

### Medico e politico
Al suo rientro in patria iniziò a lavorare come medico presso l'Ospedale dei Pellegrini ed a collaborare, in qualità di medico sportivo, con il Napoli, per circa diciassette anni. Fu eletto Assessore alla Sanità durante le elezioni comunali del 1961 e tentò di opporsi alle intemperanze di Achille Lauro, suo datore di lavoro in qualità di proprietario del Napoli, rassegnando infine le proprie dimissioni.
Nel marzo 2020 è stata apposta nella casa natale di Bagnoli Irpino, in Via Gargano (antica « Vigna Rotta »), una targa commemorativa.

### La storia del Napoli
Athos Zontini scrisse nel 1964 una “Storia del Napoli” che fu pubblicata a puntate, nello stesso anno, dal settimanale “Sport Sud” edito dalla CEN- Il Mattino. 

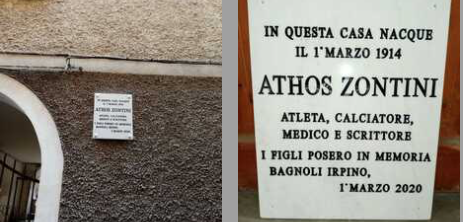
Targa commemorativa marzo 2020

L'opera è stata riproposta nella sua edizione integrale a cura del figlio Leandro presso le Edizioni EUS

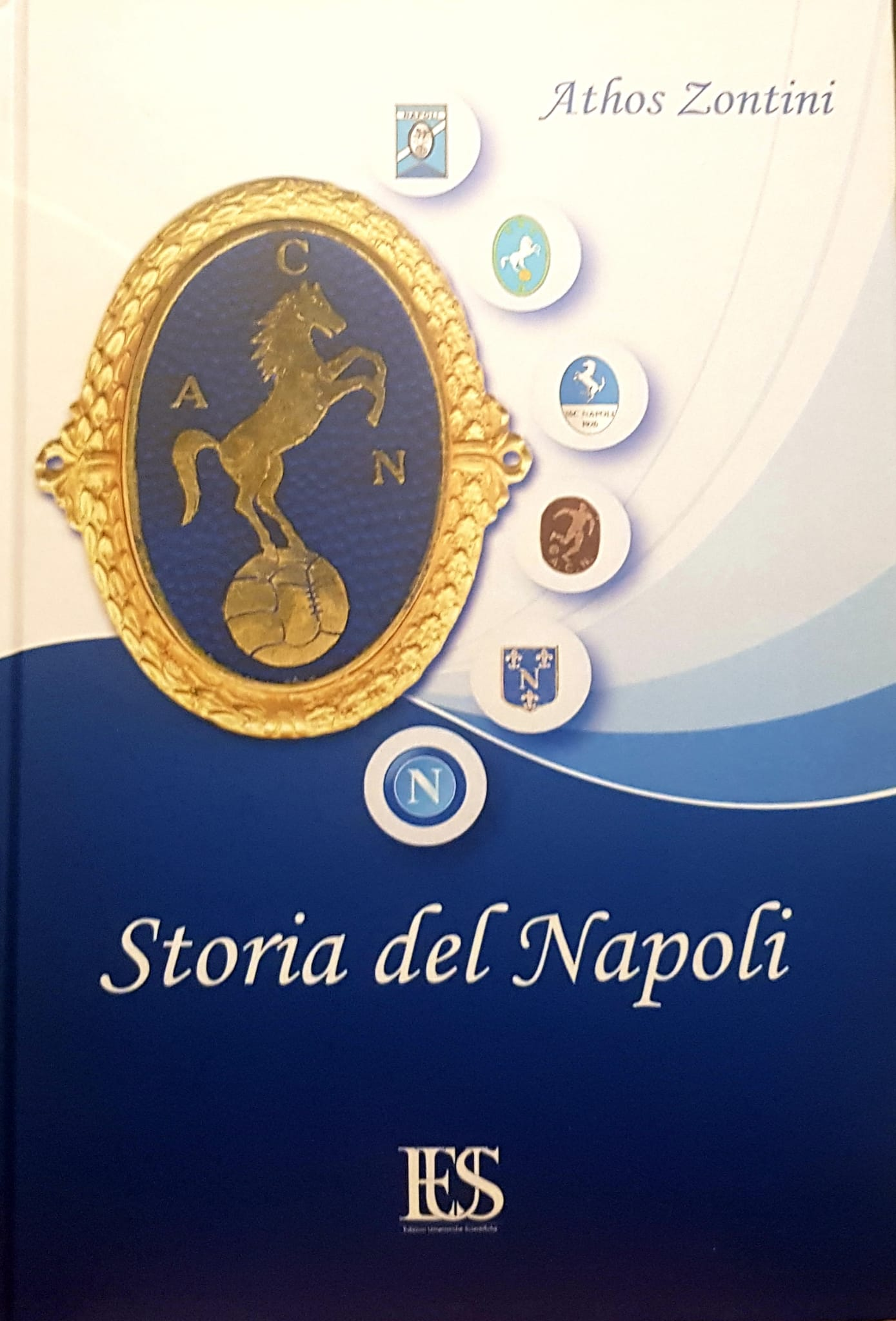
Un'avventura sportiva palpitante e viva